# Game Art

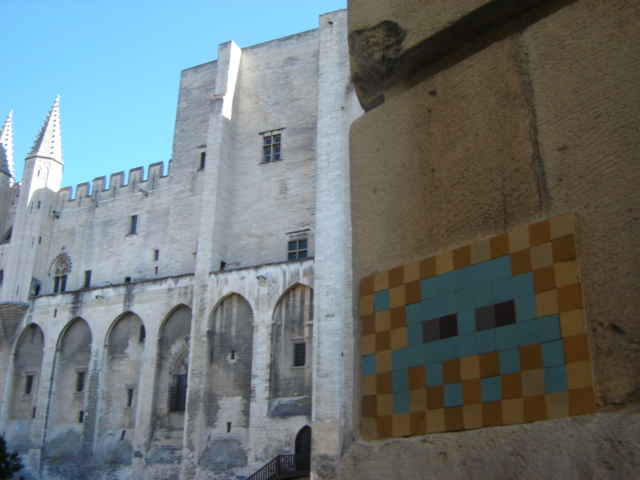
Space-Invaders-Straßenprojekt
Künstler: Invader

Der Levelmixer 6, 2015
FineArtPrint Diasec/AluDibond, 100 × 280 cm
Künstler: Matthias A. K. Zimmermann
Standort: Computerspielemuseum Berlin

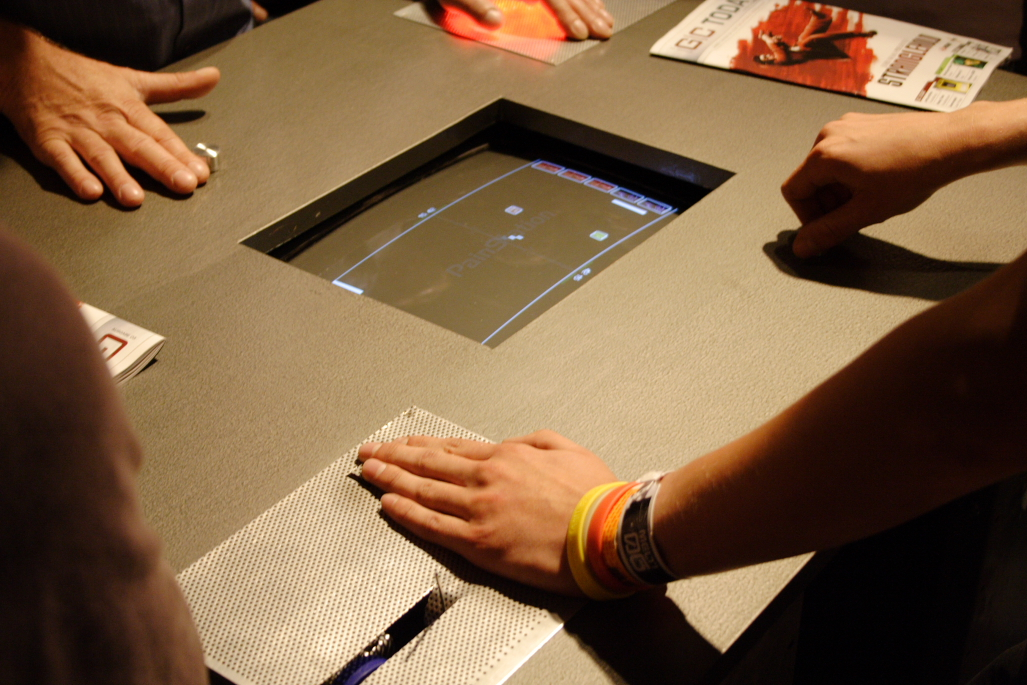
Painstation auf der Games Convention 2006
Künstler: Tilman Reiff & Volker Morawe
Standort: Computerspielemuseum Berlin

Game Art, GameArt, Game-Art (auch Computerspielkunst) ist eine Kunstrichtung, die sich Anfang des 21. Jahrhunderts entwickelte und explizit auf den virtuellen Raum digitaler Spielwelten Bezug nimmt. Game Art stellt eine Kunstgattung dar, welche in der Medienkunst untergruppiert ist.

## Definition
Game Artisten nehmen Computerspiele als Inspirationsquelle und leiten daraus eigene Ideen ab, welche die Virtuelle Welt digitaler Spielwelten reflektieren sollen. Dabei müssen ihre Kunstwerke nicht explizit Computerspiele, respektive Computerspielfiguren zitieren, sondern können auch Reflexionsprozesse über digitales Spielen, Virtuelle Landschaften/Räume/Figuren, Game-Design und Ähnliches darstellen, was mit Computerspielen in Verbindung steht. Diese durch Computerspiele inspirierten Kunstwerke können sowohl digital – etwa in Form modifizierter Computerspiele – als auch analog in Gestalt von Gemälden auf Leinwand, Skulpturen oder Ähnlichem entstehen. Game Art kann sich auch mit anderen Kunstrichtungen überschneiden. So ist beispielsweise der Game Artist Invader der Streetart wie auch der Game Art zugehörig. Die Pixel-Art kann als eine Untergruppe der Game Art verstanden werden, insofern sich deren Kunstwerke auf Computerspiele beziehen.

## Beispiele von Kunstwerken der Game Art
Der französische Künstler Invader bringt Mosaikbilder von Figuren aus dem Spiel Space Invaders nachts anonym in Städten auf. Er begann damit im Jahr 1998 in Paris. Später installierte er seine Kunst in weiteren französische Großstädten und darauf auch weltweit.
Der Schweizer Künstler Matthias A. K. Zimmermann gestaltet großformatige Bilder mittels Programmen, die auch im Game-Design zur Anwendung kommen. Diese werden als Diasec umgesetzt. Seine Panoramabilder reflektieren Architekturen und Entstehungsprozesse virtueller Raumrepräsentation. Seine Bildserie „Der Levelmixer“ remedialisiert Computerspiele zu statischen Gemälden. Die Bildserie fokussiert die Geschichte der Videospiele und den Source Code.
Painstation ist ein ursprünglich von Tilman Reiff und Volker Morawe, zwei Studenten der Kunsthochschule für Medien Köln im Jahr 2001 als interaktives Kunstobjekt entwickeltes System. Die Konstrukteure wurden hierbei durch das Kinderspiel Folter-Mau-Mau und die Entwicklung moderner Computerspiele inspiriert. Ein filmisches Vorbild gab es bereits 1983 in dem James-Bond-Film Sag niemals nie. In dem fiktiven Computerspiel „Domination“ wird der Verlierer mit Elektroschocks über den Joystick bestraft. Wer den Joystick loslässt, hat verloren.

## Ausstellung «GameArt», Völklinger Hütte, 2003/2004
Vom 22. November 2003 bis 18. April 2004 fand in der Völklinger Hütte die in Hinsicht auf Game Art bedeutungsvolle Ausstellung «GameArt» statt, in der internationale Künstler gezeigt wurden, deren Kunst sich explizit auf Computerspiele bezieht und den virtuellen Raum von digitalen Spielwelten reflektiert. In der Gebläsehalle mit 6.000 m2 Grundfläche wurden zwischen den großen Maschinen 37 große Künstlerarbeiten/Installationen eingebaut. Die dort gezeigten Kunstwerke waren in drei Kategorien/Themenbereiche eingeteilt:
1. «Spieler – Körper – Entgrenzung», was die Schnittstelle bzw. Verbindung zwischen Virtualität und realer Welt thematisiert.
2. «Spielwelt – Raum – Eroberung», indem Kunstwerke repräsentiert sind, welche Räumlichkeiten und ihre Handlungsoptionen in den Mittelpunkt der Betrachtung rücken.
3. «Rollenspiel – Identität – Erweiterung», welches die Inszenierung einer Persönlichkeit/Spielfigur im virtuellen Raum thematisiert, um auf diese Weise verschiedene Seiten des eigenen Selbst zu erproben (im virtuellen Raum ist der Mensch in Form eines Avatars vertreten).

Weiter wurden auch die Entstehung, Weiterentwicklung und Vermarktung künstlicher und virtueller Persönlichkeiten thematisiert. Die dort gezeigten Kunstwerke waren teils digital generiert, während andere Kunstwerke analoger Natur waren und Installationen, modifizierte Videospiele, digital gedruckte Gemälde, Skulpturen, Performance zeigten.

## Namhafte Game Artisten
Nach Vornamen gereiht:
- Bill Viola (1951–2024, USA)
- Björn Melhus (* 1966, Deutschland)
- Carina Hübner (* 1978, Deutschland)
- Chiho Aoshima (* 1974, Japan)
- Christoph Draeger (* 1965, Schweiz)
- Cory Arcangel (* 1978, USA)
- Davix (* 1966, Schweiz)
- Fabrizio Plessi (* 1940, Italien)
- Guillaume Reymond (Schweiz)
- Invader (Frankreich)
- Jona Hoier (* 1982, Österreich)
- Jon Haddock (* 1960, USA)
- Julian Oliver (Neuseeland)
- Karin Pichler (* 1980, Österreich)
- Kathleen Ruíz (* 1962, USA)
- Kristin Lucas (* 1968, USA)
- Lonnie Flickinger (* 1968, USA)
- Markus Murschitz (* 1982, Österreich)
- Mathias Fuchs (* 1956, Österreich)
- Matthias A. K. Zimmermann (* 1981, Schweiz)
- Margarete Jahrmann (* 1967, Österreich)
- Max Moswitzer (* 1968, Österreich)
- Meike Schmidt (* 1975, Deutschland)
- Milo Tesselaar (* 1982, Österreich)
- Miriam Mone (* 1983, Österreich)
- Natalie Bookchin (* 1962, USA)
- Norbert Bayer (Berlin)
- Olaf Breuning (* 1970, Schweiz)
- ParrenoPierre Huyghe (* 1962, Frankreich)
- Patrick Jean (Frankreich)
- Paul Garrin (* 1957, USA)
- Peggy Ahwesh (* 1954, USA)
- Philippe Parreno (* 1964, Algerien)
- Roman Kirschner (* 1975, Österreich)
- Stephan Bergmann (* 1980, Österreich)
- Sylvie Fleury (* 1961, Schweiz)
- Sylvia Eckermann (* 1962, Österreich)
- Tilmann Reiff (* 1971, Deutschland)
- Tobias Bernstrup (* 1970, Schweden)
- Volker Morawe (* 1970, Deutschland)
- Ulrich Reiterer (* 1982, Österreich)
- Yves Netzhammer (* 1970, Schweiz)